# Šarūnas Vasiliauskas
Šarūnas Vasiliauskas, (nacido el 27 de marzo de 1989 en Kaunas, Lituania) es un jugador de baloncesto lituano que actualmente juega en el Petkim Spor turco. Con 1.88 de estatura, su puesto natural en la cancha es el de base. 

## Trayectoria
Formado en la cantera del Zalgiris, Vasiliauskas tiene experiencia en Lituania, Polonia y Rusia.
En agosto de 2016 firma con el Divina Seguros Joventut, siendo el nuevo timón del conjunto que dirigirá Diego Ocampo. El base lituano proviene del Prienai Vytautas.

## Selección nacional

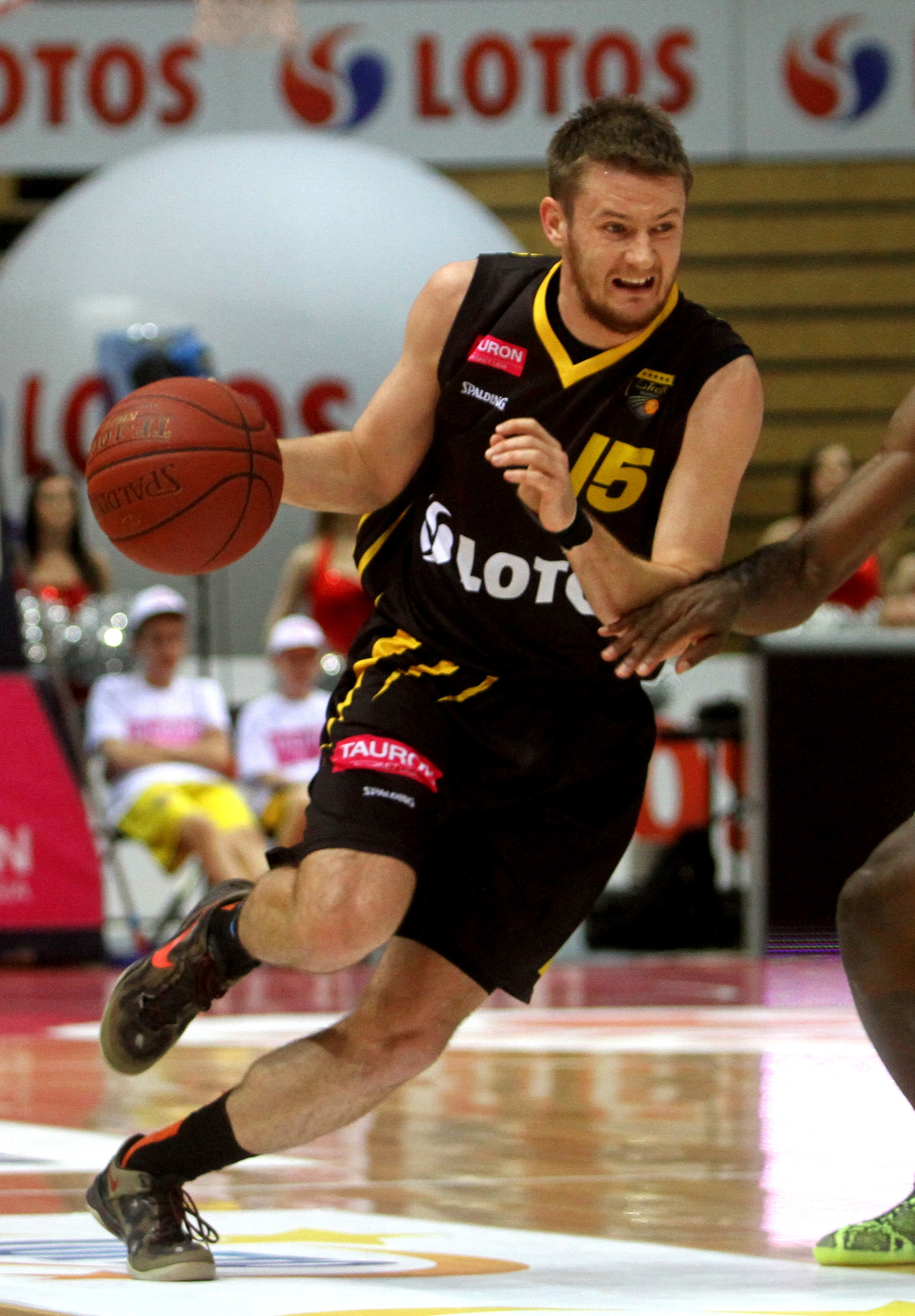
Šarūnas en 2016.

Ha sido internacional absoluto con la selección lituana, con la que disputó el Mundial de España de 2014.